# Möbelwagen
3.7 cm FlaK auf Fahrgestell Panzerkampfwagen IV (sf) (Sd.Kfz. 161/3) (có biệt danh là Möbelwagen-tiếng Anh:Furniture Van) - nó có biệt danh này là vì tháp pháo có thiết kế đóng hình vuông là tên một loại pháo tự hành phòng không được lắp ráp trên khung tăng Panzer IV phục vụ cho lực lượng Đức Quốc xã trong giai đoạn quân Đồng Minh mở mặt trận thứ hai - Chiến tranh thế giới lần thứ hai.
Vào năm 1943, không quân Đức Quốc xã đã bị giảm sút nghiêm trọng rất nhiều so với giai đoạn đầu thế chiến II, vì thế lực lượng pháo phòng không được tăng cường thiết kế-sản xuất nhằm phục vụ cho Wehrmacht. Trong những tháng đầu năm 1943, ý tưởng thiết kế một loại pháo phòng không lắp ráp trên khung tăng Panzer IV có bệ đặt pháo được đề đạt lên Bộ Quốc phòng Đức. Mẫu thử nghiệm được gửi đến Hitler vào ngày 7 tháng 12 năm 1943, mẫu này sử dụng pháo 20 mm("Flakvierling"), loại vũ khí này được đánh giá là khá yếu để hạ gục các loại máy bay đời mới với tốc độ bay và độ hủy diệt cao. Vì thế chỉ có một mẫu được sản xuất nhưng sau đó bị hủy bỏ. Trong mẫu thiết kế thứ hai, vũ khí chính được thay bằng pháo 3.7 cm FlaK 43 L/89. Mẫu thiết kế này được đặt tên là Flakpanzer IV và được đưa vào sản xuất lần đầu tiên vào tháng 4 năm 1944.
Möbelwagen được thiết kế lắp trên khung của những chiếc Panzer IV bị hư hỏng trong khi chiến đấu tại chiến trường phía Đông và đã được sửa chữa. Phần bệ có thiết kế mở rộng 4 phía nhằm tăng cường tầm bắn. Bốn tấm sắt dày 20 mm được lắp xung quanh để bảo vệ kíp chiến đấu. Bốn tấm sắt này có hai dạng chuyển động:
- Mở hoàn toàn về bốn phía để phòng không(nằm ngang hoàn toàn 360 độ, quay về cả bốn phía).
- Đóng lại gần hết nhưng vẫn để nòng súng chìa ra ngoài phòng không(nhưng kém hiệu quả).

Mặc dù có thiết kế đóng-mở như vậy nhưng kíp chiến đấu ngồi bên trong vẫn có thể bị tổn thương cho dù có đóng hết 4 tấm sắt lại. Tháp pháo chỉ đóng lại hoàn toàn khi di chuyển, tấm sắt dày 20 mm vẫn có thể bảo vệ kíp chiến đấu khỏi các tay súng máy và pháo tăng cỡ nòng nhỏ.
Dù Möbelwagen được thiết kế để thay thế tạm thời các loại pháo phòng không đặt bệ đất chậm chạp khác nhưng nó vẫn có mặt đầy đủ trong các sư đoàn Panzer và thực hiện rất tốt ở mặt trận phía Tây. Con số sản xuất không nhiều, chỉ khoảng 300 chiếc nhưng các đời sau của nó như: Wirbelwind, Ostwind, và Kugelblitz đều có thiết kế rất hiện đại và tân tiến, có thể tấn công cả mục tiêu trên không lẫn dưới đất.